# Rakel Liehu

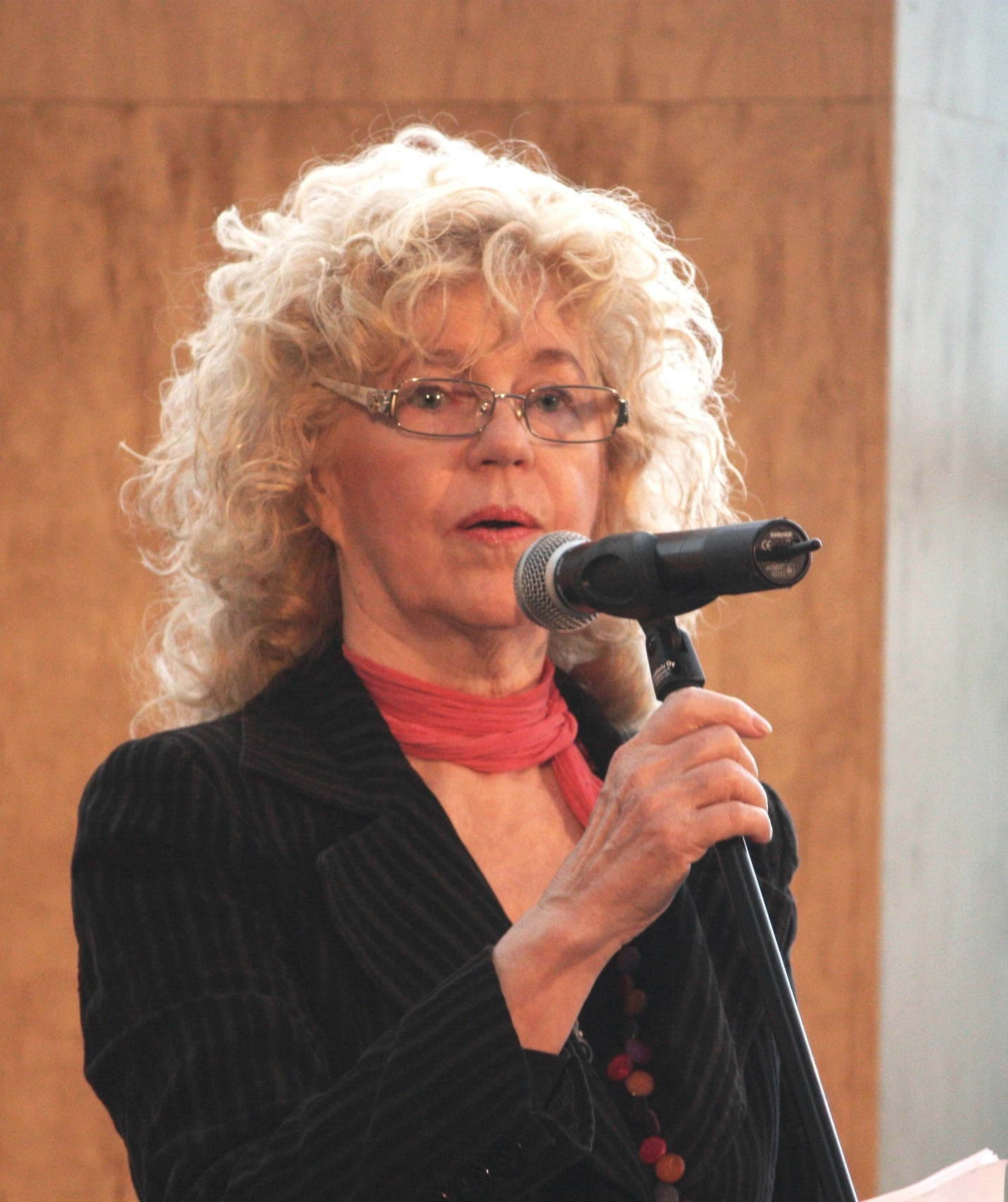
Rakel Liehu (2010)

Rakel Liehu (* 3. September 1939 in Nivala, Finnland) ist eine finnische Schriftstellerin.

## Leben
Rakel Liehu schloss 1963 erfolgreich ihr Studium an der Universität Helsinki ab. Anschließend arbeitete Liehu von 1963 bis 1964 ein Jahr lang als Geschichtslehrerin an einer Schule in Raahe. Ab Anfang der 1970er Jahre begann Liehu ihre ersten Gedichte zu veröffentlichten. Mit ihrem Roman Seth Mattsonin tarina debütierte sie schließlich 1976 als Schriftstellerin. Ursprünglich hatte Liehus Arbeit einen stark christlichen Fokus, wobei sie die Dogmen der Kirche als nicht gegeben erachtete und sich stark mit Themen wie Trauer und Einsamkeit beschäftigte. Ihre ersten beiden Romane wurden jeweils von Eija-Elina Bergholm und Tuija-Maija Niskanen als Finnische Fernsehproduktionen verfilmt.
Mit ihrem dritten Roman Helene konnte Liehu 2003 noch einmal einen großen Kritikererfolg feiern. Sie wurde mit mehreren Literaturpreisen ausgezeichnet, darunter auch mit dem Runeberg-Preis.
Rakel Liehus Tochter ist die Philosophin Heidi Liehu.

## Werke (Auswahl)
Romane
- Seth Mattsonin tarina (1976)
- Punainen ruukku (1980)
- Helene (2003)
- Valaanluiset koskettimet (2020)

Gedichte
- Ihmisen murhe on yhteinen (1974)
- Savikielellä minä ylistän (1975)
- Valo, läheisyys (1977)
- Runoja 1974 - 1977 (1978)
- Liian lähellä, liian äkkiä (1982)
- Gammayökkönen (1985)
- Joki sepittää minulle (1987)
- Sininen Lasarus (1990)
- Kubisseja (1992)
- Murehtimatta! smaragdinen (1993)
- Readymade (1995)
- Skorpionin sydän (1997)
- Runot 1974 - 1997 (2002)
- Bul bul (2007)
- Älä vielä lähde (2010)

## Auszeichnungen (Auswahl)
- Runeberg-Preis 2004 für „Helene“
- Danke-für-das-Buch-Medaille 2004 für „Helene“
- Valtion taiteilijaeläke 2004
- Suomen Leijonan Pro Finlandia -mitali 2006
- Kirjallisuuden valtionpalkinto 2008